# Присамарський
Присама́рський (рос. Присамарский) — селище у складі Бузулуцького району Оренбурзької області, Росія.

## Населення
Населення — 212 осіб (2010; 229 у 2002).
Національний склад (станом на 2002 рік):
- росіяни — 74 %